# Sierafim Kriwonosow
Sierafim Kriwonosow (ur. 1903, zm. 1938) – radziecki piłkarz.
Grał w moskiewskich drużynach Piszczewiki, Dinamo, Dukat i Spartak.
Aresztowany przez NKWD w okresie tzw. czystki (1938 r.), rozstrzelany.